# 嘉兴南湖机场
嘉兴南湖机场位于浙江省嘉兴市，是一个军民合用机场，位于嘉兴市南湖区城南街道与秀洲区洪合镇交界处，东北至万国路，东南至嘉洪大道，西南至常海线，西北至桐乡大道。

## 改扩建
2021年8月，空军嘉兴机场实施军民合用改扩建工程可行性研究报告获得国家发改委正式批复。民航方面按飞行区等级指标4E级建设，可起降波音747等大型客机，按满足“年旅客吞吐量180万人次、货邮吞吐量10万吨”的目标设计，兼顾通用航空发展。
2022年11月23日，嘉兴军民合用机场改扩建工程全面开工建设动员大会举行。主要建设内容包括新建1条长3400米、宽50米的跑道，2.59万平方米航站楼，28个机位的机坪，1座塔台和1300平方米的航管楼以及机场油库等。估算总投资53.49亿元人民币，其中民航发展基金安排5.5亿元人民币，预计2025年投入运营。
2024年3月7日，中国民用航空局批准嘉兴机场命名为嘉兴南湖机场。
2024年11月28日，嘉兴南湖机场飞行区跑道正式贯通。
嘉兴南湖机场定位为军民合用机场、客运支线机场、专业性航空货运枢纽。